# 후궁별곡
"후궁별곡"은 한국에서 제작된 박옥상 감독의 1988년 영화이다. 상일환 등이 주연으로 출연하였고 윤우식 등이 제작에 참여하였다.

## 출연

### 주연
- 상일환

## 기타
- 원작자: 박옥상
- 조명: 이성구